# NGC 75
NGC 75 je galaksija u zviježđu Ribe.

## Vanjske poveznice
- SEDS: NGC 0075